# Ксі-баріон
Ксі-баріони — субатомні частинки, баріони, які в кварковій моделі складаються із одного кварка першого покоління, d-кварка або u-кварка, і двох ароматичних кварків. Це нестабільні частинки, які швидко розпадаються на легші, утворюючи каскади інших частинок. Перший із ксі-баріонів, ксі-гіперон, був експериментально зафіксований у 1964 в Брукгейвенській національній лабораторії.

## Перелік
| Назва                            | Символ    | Склад | Маса спокою МеВ/c²           | Ізоспін I | Спін (Парність) JP | Q  | S  | C  | B  | Час життя s              | Розпадається на |
| -------------------------------- | --------- | ----- | ---------------------------- | --------- | ------------------ | -- | -- | -- | -- | ------------------------ | --- |
| Xi                               | Ξ0        | u s   | 1 314.86 ± 0.20              | 1⁄2       | 1⁄2+*              | 0  | −2 | 0  | 0  | 2.90 ± 0.09×10−10        | Λ0 + π0 |
| Ксі-гіперон                      | Ξ−        | d s   | 1321.31 ± 0.13               | 1⁄2       | 1⁄2+*              | −1 | −2 | 0  | 0  | (1.639±0.015)×10−10      | Λ0 + π− |
| Ксі-резонанс                     | Ξ0 (1530) | u s   | 1 531.80(32)                 | 1⁄2       | 3⁄2+               | 0  | −2 | 0  | 0  |                          | Ξ + π |
| Ксі-резонанс                     | Ξ− (1530) | d s   | 1 535.0(6)                   | 1⁄2       | 3⁄2+               | −1 | −2 | 0  | 0  |                          | Ξ + π |
| Чарівний ксі-баріон              | Ξ+ c      | u s c | 2 467.9 ± 0.4                | 1⁄2       | 1⁄2* +*            | +1 | −1 | +1 | 0  | (4.42±0.26)×10−13        | Див. http://pdg.lbl.gov/2007/tables/bxxxcharm.pdf [Архівовано 11 лютого 2017 у Wayback Machine.]                             |
| чарівний ксі-баріон              | Ξ0 c      | d s c | 2 471.0 ± 0.4                | 1⁄2       | 1⁄2* +*            | 0  | −1 | +1 | 0  | 1.12+0.13 −0.10×10−13    | Див. http://pdg.lbl.gov/2007/tables/bxxxcharm.pdf [Архівовано 11 лютого 2017 у Wayback Machine.]                             |
| Чарівнний ксі-баріон (резонанс)  | Ξ′+ c     | u s c | 2 575.7±3.1                  | 1⁄2       | 1⁄2+†              | +1 | −1 | +1 | 0  |                          | Ξ+ c + γ (спостерігався) |
| Чарівнний ксі-баріон (резонанс)  | Ξ′0 c     | d s c | 2 578.0±2.9                  | 1⁄2       | 1⁄2+†              | 0  | −1 | +1 | 0  | 1.1×10−13                | Ξ0 c + γ (спостерігався) |
| Подвійно чарівний ксі-баріон     | Ξ++ cc    | u c   | 3621.40 ± 0.72 ± 0.27 ± 0.14 | 1⁄2*      | 1⁄2* +*            | +2 | 0  | +2 | 0  |                          | Λ+ c + K− + π+ + π+ |
| Подвійно чарівний ксі-баріон[a]  | Ξ+ cc     | d c   | 3 518.9 ± 0.9[c]             | 1⁄2*      | 1⁄2* +*            | +1 | 0  | +2 | 0  | <3.3×10−14[a]            | Λ+ c + K− + π+ [e] or p+ + D+ + K− [e]                                                                                       |
| Красивий ксі-баріон              | Ξ0 b      | u s b | 5 792 ± 3                    | 1⁄2*      | 1⁄2* +*            | 0  | −1 | 0  | −1 | 1.42+0.28 −0.24×10−12[b] | Див. http://pdg.lbl.gov/2007/listings/s060.pdf [Архівовано 26 січня 2017 у Wayback Machine.]                                 |
| Красивий ксі-баріон або каскад B | Ξ− b      | d s b | 5 792.9 ± 3.0                | 1⁄2*      | 1⁄2* +*            | −1 | −1 | 0  | −1 | 1.42×10−12               | Див. http://pdg.lbl.gov/2007/listings/s060.pdf [Архівовано 26 січня 2017 у Wayback Machine.] ( Ξ− + J/ψ також спостерігався) |
| Подвійно красивий ксі-баріон†    | Ξ0 bb     | u b   |                              | 1⁄2*      | 1⁄2* +*            | 0  | 0  | 0  | −2 |                          | |
| Подвійно красивий ксі-баріон†    | Ξ− bb     | d b   |                              | 1⁄2*      | 1⁄2* +*            | −1 | 0  | 0  | −2 |                          | |
| Чарівний ксі-баріон†             | Ξ+ cb     | u c b |                              | 1⁄2*      | 1⁄2* +             | +1 | 0  | +1 | −1 |                          | |
| Чарівний красивий ксі-баріон†    | Ξ0 cb     | d c b |                              | 1⁄2*      | 1⁄2* +*            | 0  | 0  | +1 | −1 |                          | |

[a] Дані непевні

[b] Вимірювався, власне, час життя b-баріонів, що розпадаються на струмені, в яких є пари заряджених 
Ξ±
l±. Мабуть, це суміш в основному 
Ξ
b з часткою 
Λ
b.

† Частинки (чи величини, наприклад, спін) не спостерігалися або не були вказані.